# موش شامگاهی سامیکرست
موش شامگاهی سامیکرست (نام علمی: Nyctomys sumichrasti) نام یک گونه از تبار شب‌موش‌ها است.